# اشپایرباخ
اشپایرباخ رودی است به اشپیر می‌ریزد. این رود از کشور آلمان می‌گذرد.